# Lophoblatta fissa
Lophoblatta fissa är en kackerlacksart som först beskrevs av Henri Saussure och Leo Zehntner 1893.  Lophoblatta fissa ingår i släktet Lophoblatta och familjen småkackerlackor. Inga underarter finns listade i Catalogue of Life.